# Будинок отамана (Новочеркаськ)
Будинок отамана (рос. Дом атамана) — об'єкт культурної спадщини і пам'ятник архітектури початку XX століття, який розташований за адресою։ Росія, місто Новочеркаськ Ростовської області, вулиця Московська, 49.

## Опис

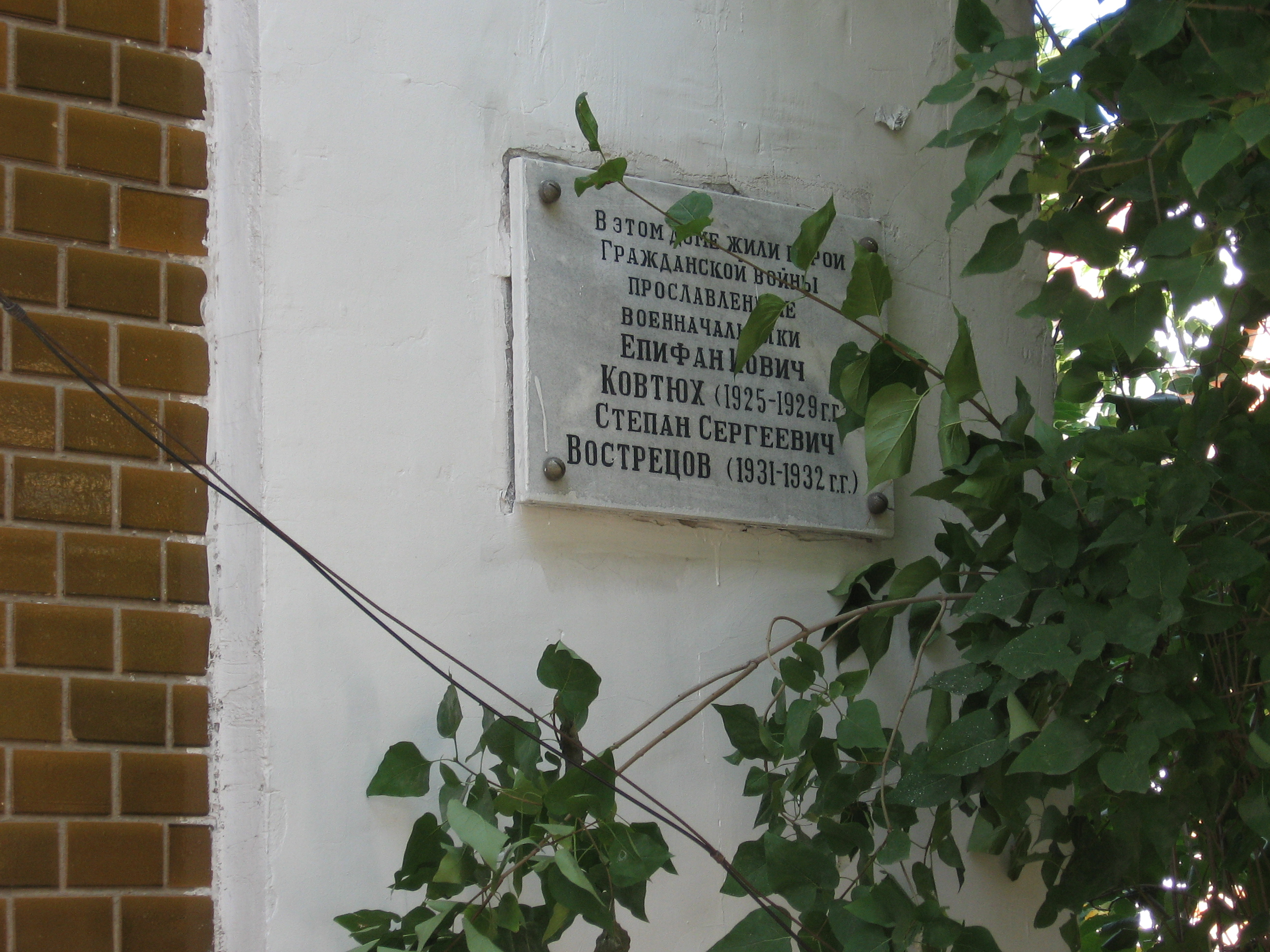
Меморіальна дошка на фасаді пам'ятника архітектури

Будинок був побудований в 1907 році. В довідкових документах 1915 року цей будинок значиться під назвою «Будинок отамана». Хоча Отаманський палац в Новочеркаську і був офіційною резиденцією, в якій отамани проводили багато часу, було необхідно також будівля для приватних потреб. Таким спорудженням був будинок отамана по вулиці Московській, 49.
Будинок був побудований в стилі модерн. Автор проекту при оформленні фасаду використовував орнаментальні вставки і обрамлення. Парадний вхід зміщений від центральної осі, представлений у вигляді рустованою арки з вікном напівкруглої форми, по боках йде прикраса у вигляді тонкої рослинної в'язі. Завершується парадний вхід широким карнизом з аттиком. В лівій і правій частині будинку розташований різне число вікон, окрасою яких служить сплетений орнамент. Будинок прикрашає залізний навіс, а ворота відокремлюють будинок отамана від будинку Кирюнина.
При будівництві будинку, на ділянці було створено двоє воріт в різному стилі. У першому випадку використовувалися горизонтальні і вертикальні лінії, у другому випадку — застосовувалися криволінійні обриси. Після закінчення війни в 1940-х роках у цьому будинку розташовувалася квартира начальника Новочеркаського гарнізону. У цьому будинку жили герої громадянської війни в Росії Єпіфан Іович Кофтюх і Степан Сергійович Вострецов. З 1992 року будинок вважається пам'яткою архітектури і об'єктом культурної спадщини, що охороняється законом. 
У XXI столітті в цій будівлі працює дитячий садок.